# Meulles
Meulles is een plaats en voormalige gemeente in het Franse departement Calvados in de regio Normandië. De plaats telt 362 inwoners (1999) en maakt deel uit van het arrondissement Lisieux.

## Geschiedenis
De gemeente maakte deel uit van het kanton Orbec totdat dit op 22 maart 2015 werd opgeheven en Meulles, net als de meeste gemeenten in het kanton, werd opgenomen in het aangrenzende kanton Livarot. Op 1 januari 2016 werd de gemeente opgeheven en opgenomen in de op die dag gevormde commune nouvelle Livarot-Pays-d'Auge.

## Geografie
De oppervlakte van Meulles bedraagt 16,5 km², de bevolkingsdichtheid is 21,9 inwoners per km².
De onderstaande kaart toont de ligging van Meulles met de belangrijkste infrastructuur en aangrenzende gemeenten.

## Demografie
Onderstaande figuur toont het verloop van het inwonertal (bron: INSEE-tellingen).
Vanwege een beveiligingsprobleem met de MediaWiki Graph-software is het momenteel niet mogelijk deze grafiek weer te geven. Zodra de software is bijgewerkt zal de grafiek vanzelf weer zichtbaar worden.